# Ruža Lucija Petelin
Ruža Lucija Petelin, slovensko-hrvaška pesnica, pisateljica, režiserka in prevajalka, * 6. september 1906, Trst, Avstro-Ogrska, † 27. april 1974, Zagreb, Hrvaška.

## Življenje in delo
Rodila se je v družini tržaškega poštarja Alojzija Petelina. Ljudsko šolo je obiskovala v rojstnem kraju. Sredi 1. svetovne vojne se je družina preselila v Krško in tu je leta 1921 končala meščansko šolo. Že tedaj je ob spominu na gledališke predstave v Slovenskem gledališču v Trstu skušala sestaviti igralsko skupino, ki bi uprizorila njeno dramatizacijo Gregorčičeve Jeftejeve prisege, a do uprizoritve ni prišlo. V letih 1921-1925 je v Ljubljani obiskovala učiteljišče ter v šolskem letu 1925/1926 začela poučevati v Radečah, naslednje leto pa v Škocjanu. Tu je sodelovala tudi pri Sokolu ter režirala vaško šalo v treh dejanjih Vozel Pecije Petra Petrovića (1877-1955). V Škocjanu je napisala komedijo Perpetum mobile in enodejanko Slovensko Kosovo. Iz Škocjana je odšla za učiteljico v Žužemberk, kjer je pri Sokolu kot režiser na oder postavila svoj Perpetum mobile. V tem času je napisala več pesmi, ki so bile objavljene v raznih slovenskih časopisih in mladinsko pravljično igro v štirih dejanjih Žaromil, katero so amaterski igralci v režiji Osipa Šesta leta 1931 uprizorili na odru ljubljanske Opere. Igra je gostovala na mnogih slovenskih in hrvaških odrih, kjer so jo igrali pod naslovom Priča o zemlji u kojoj kamen plače. 
Na prigovarjanje učitelja petja Emila Adamiča je začela pisati libreto za opero Adamija. Zgodba opere se je opirala  ljudsko legendo Skrb in smrt, toda preden je bil libreto dokončan, je skladatelj Adamič umrl. Po prvem libretu se je posvetila pisanju opernih besedil. Nastal je Kurent, za katerega pa ni našla skladatelja. Za Krst pri Savici je prejela leta 1941 prvo nagrado. Delo je uglasbil skladatelj Anton Lavrin, a je žal partitura med vojno zgorela. Za ljubljansko Opero je prevedla librete: Ero z onega sveta, Tosca, Gioconda ter Kapljice za ljubezen, v hrvaščino in nemščino pa libreto Švarove opere Veronika Deseniška.
Da bi uspešnjeje režirala, je v Zagrebu pričela študirati režijo. Sredi študija jo je zajela vojna, ostala je brez sredstev za preživljanje, zato se je leta 1942 zaposlila pri Zavodu za zaščito avtorskih pravic v Zagrebu in ostala v tej službi do upokojitve. Med vojno je napisala dramo v treh dejanjih Petra. V letih 1947-1951 je vodila Kulturno-prosvetno društvo Slovenski dom v Zagrebu. Zanje je napisala otroško igro v treh dejanjih Ko topovi utihnejo. Igro so igrali v Ljubljani, Celju, Mariboru in Zagrebu, tu pod naslovom Mališani suncem obasjani. Jakov Gotovac je na njen libreto skomponiral opero Delmaro, ki je doživela krstno uprizoritev 20. decembra 1964 v zagrebški Operi. Poleg naštetega je napisala še  mladinske igre: Prihod naših dedov na morje, Rajamaj, Ponavljalni izpit in General Bomba, pa tudi  nekaj pravljic. V hrvaščino je prevajala operna besedila, otroške in druge pesmi, mladinske pripovedke, prozo in strokovne knjige z glasbenega področja. V letih, ki jih je preživela na Hrvaškem, je napisala tudi okoli 80 slovenskih in 20 hrvaških pesmi.

## Izbrana bibliografija
- Djeco, laku noć  (Ela Peroci ; [prevela sa slovenskoga Ruža Lucija Petelinova) (COBISS)
- Tinček frkolinček / [tekst Pero Budak ; ilustracije Dušan Vukotić, v slovenščino prevedla Ruža Lucija Petelin] (COBISS)